# Аварийный останов
Аварийный останов (также аварийное завершение, авост, abnormal end, abend) — нештатное завершение выполнения программного обеспечения в результате ошибки, обнаруженной операционной системой, либо сбоя программы.
Использование этого словосочетания восходит к сообщению об ошибке в операционных системах IBM OS/360 и IBM zOS. Как правило, писалось прописными буквами «ABEND», но могло выглядеть и как «abend». Существует шутливое утверждение, что английское «Abend» происходит от немецкого слова «Abend», означающего «вечер». Фольклорные истории из IBM также отсылают к языку IBM JCL, который разрабатывался в период, когда в США проходили дебаты об абортах. Чтобы заранее быть политически корректными, в IBM переправили все JCL, в которых упоминалось ABORT, на ABEND.
Наиболее распространенными были ABEND 0C7 (Data exception) и ABEND 0CB (деление на ноль).
Ошибки или сбои в сетевой операционной системе Novell NetWare, как правило, называют ABEND.